# Miami Township (Clermont County, Ohio)
Miami Township ist eines von 14 Townships des Clermont Countys im US-Bundesstaat Ohio. Nach der Volkszählung im Jahr 2000 waren hier 36.632 Einwohner registriert.

## Geografie
Miami Township liegt im äußersten Nordwesten des Clermont Countys im Südwesten von Ohio und grenzt im Uhrzeigersinn an die Townships: Hamilton Township im Warren County, Goshen Township, Stonelick Township, Union Township, Anderson Township im Hamilton County, Columbia Township (Hamilton County) und Symmes Township (Hamilton County).
Eine Reihe von Ortschaften liegen im Miami Township:
- ein Teil der Stadt Loveland im Norden
- ein Teil der Stadt  Milford im Südwesten
- der Census-designated place Day Heights im Zentrum
- der Census-designated place Mount Repose ebenfalls im Zentrum
- der Census-designated place Mulberry im Westen
- die gemeindefreie Ortschaft Miamiville ebenfalls im Westen

## Verwaltung
Das Township wird durch ein Board of Trustees, bestehend aus drei gewählten Mitgliedern, verwaltet. Zwei Personen werden jeweils im Jahr nach der Präsidentschaftswahl gewählt und eine jeweils im Jahr davor. Die Amtszeit dauert in der Regel vier Jahre und beginnt jeweils am 1. Januar. Daneben gibt es noch einen Township Clerk (zuständig für Finanzen und Budget), der ebenfalls im Jahr vor der Präsidentschaftswahl auf eine vierjährige Amtszeit gewählt wird. Dessen Amtszeit beginnt jeweils am 1. April.